# صافی‌ماهیان
صافی‌ماهیان (Siganidae) خانواده‌ای از ماهیان هستند.
سردهٔ صافی‌ماهی (Siganus) در این خانواده، ۲۸ گونه دارد.
از این خانواده دو گونه زیر در آب‌های جنوبی ایران زندگی می‌کنند:
- صافی موج‌دار (Siganus javus )
- صافی قهوه‌ای (Siganus sutor)